# Krak (syn Kraka)

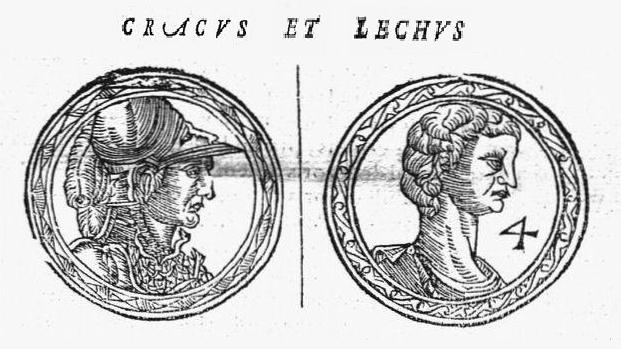
Krak i jego młodszy brat Lech

Krak (łac. Gracchus), znany także jako Krak II – według Jana Długosza starszy z dwóch synów legendarnego Kraka. W kronice Wincentego Kadłubka nie ma własnego imienia.

## Relacja Kadłubka
Wincenty Kadłubek, przytaczając legendę o smoku wawelskim, pisze że nie potrafiąc opanować sytuacji Krak postanowił wysłać przeciw potworowi swoich dwóch synów, którzy z entuzjazmem odnieśli się do możliwości zdobycia sławy. Po niepowodzeniach w otwartej walce bracia uciekli się do podstępu. Podali potworowi skóry bydlęce wypchane siarką, czym udusili potwora. Po zabiciu bestii Krak młodszy (Gracchus junior) rzucił się na starszego brata i go zabił, ojcu natomiast skłamał, że to potwór zabił brata.

## Relacja Długosza
Według Długosza do morderstwa doszło już po zabiciu smoka przez Kraka ojca. Po śmierci ojca młodszy z synów, który u Długosza nosi imię Lech z żądzy władzy i z zazdrości zabił swojego starszego brata, noszącego po ojcu imię Kraka. Dokonać miał tego w czasie polowania, a dla ukrycia zbrodni porąbał ciało na części i zasypał w piasku.
Według późniejszej wersji legendy, przytoczonej przez Jana Długosza, to Krak II był starszy i zginął zamordowany przez swojego młodszego brata, Lecha. Całe wydarzenie miało mieć już miejsce po śmierci ojca, a smoka według Długosza zgładził sam Krak.

## Reminiscencje literackie
Postaci Kraka poświęcił Cyprian Kamil Norwid misterium Krakus. Książę nieznany. U Norwida książę krakowski Krak ma dwóch synów Krakusa i Rakuza i jest dalekim potomkiem Wandy. Do walki ze smokiem staje samotnie Krakus i to on zabija potwora. Rakuz doprowadza przewrotnie do jego śmierci. Gdy potem chce po kryjomu zakopać ciało brata, okazuje się, że wdzięczni mieszkańcy grodu usypali swemu wybawcy kopiec, w którym pochowali jego ciało. Dla odróżnienia go od ojca Kraka, Norwid konsekwentnie nazywa go Krakusem